# Olmützer Sprachinsel
Die Olmützer Sprachinsel war eine deutsche Sprachinsel innerhalb der tschechischsprachigen Gebiete in Mähren. Die deutsche Besiedlung der Gegend um Olmütz erfolgte im 13. Jh. aus dem ostfränkischen Sprachraum. Zumindest im Dorf Nebotein dürften auch bairische Siedler beteiligt gewesen sein.

## Umfang

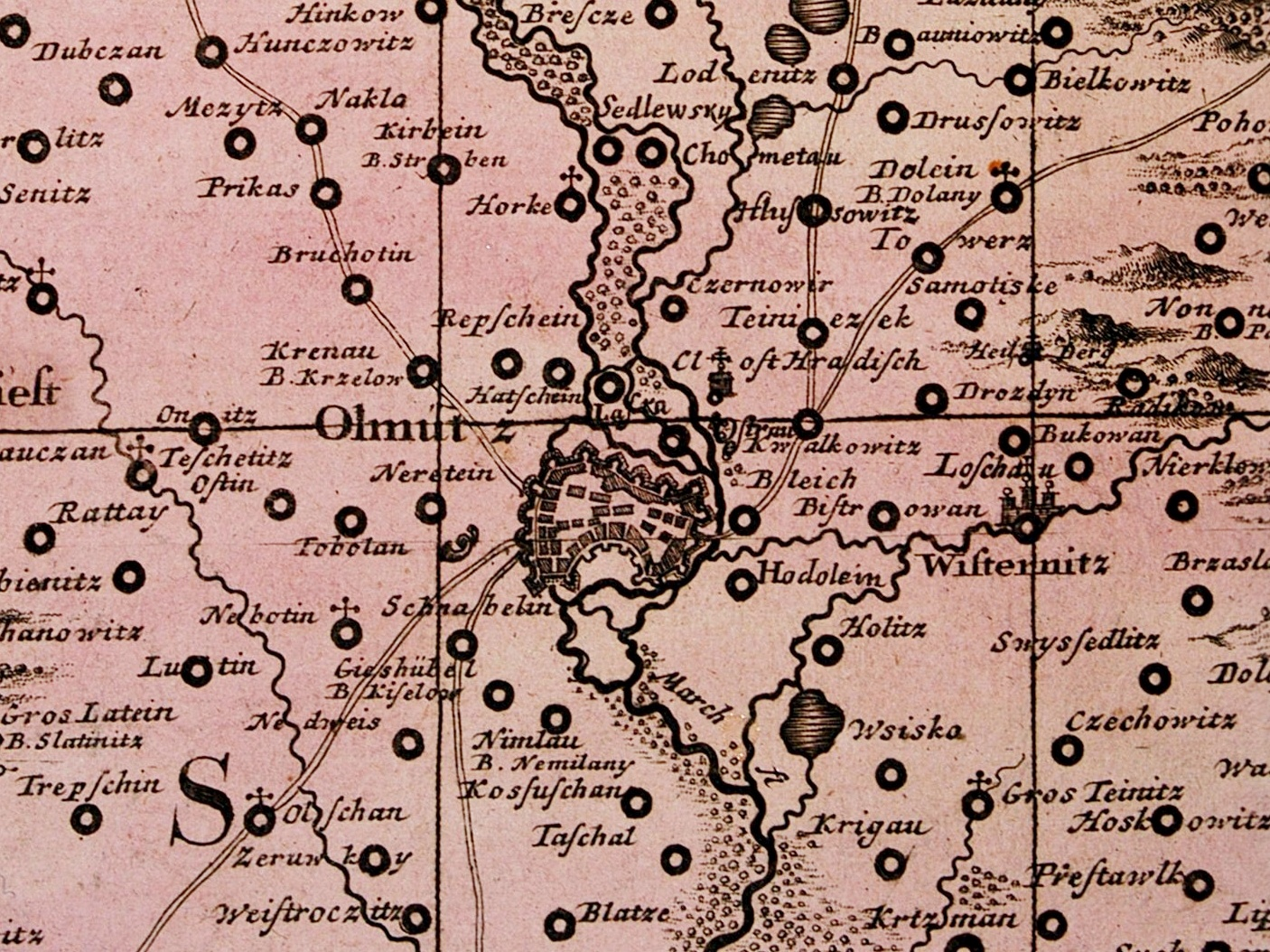
Karte von Olmütz und Umgebung (1790)

Gegen Ende des 19. Jahrhunderts umfasste die Olmützer Sprachinsel die Stadt Olmütz, deren südliche Vorstädte Greinergasse, Neugasse, Neustift und Powel, die beiden Vorstädte Paulowitz und Salzergut im Osten sowie die Dörfer Gießhübel, Nebotein, Nedweis, Neretein, Nimlau und Schnobolin im Süden und Westen von Olmütz. In allen Orten der Sprachinsel lebten auch Tschechen.

### Sprachverhältnisse um 1880
- Bleich/Bělidla: 246 Deutsche, 517 Tschechen[2]
- Gießhübel/Kyselov: 286 Deutsche, 3 Tschechen[2]
- Greinergasse/Zelena Ulice: 180 Deutsche, 44 Tschechen[2]
- Nebotein/Hněvotín: 942 Deutsche, 221 Tschechen[2]
- Nedweis/Nedvězí: 251 Deutsche, 72 Tschechen[2]
- Neretein/Neředín: 214 Deutsche, 128 Tschechen[2]
- Neugasse/Nová Ulice: 1.170 Deutsche, 198 Tschechen[2]
- Neustift/Nové Sady: 896 Deutsche, 121 Tschechen, 3 Sonstige[2]
- Nimlau/Nemilany: 690 Deutsche, 32 Tschechen[2]
- Olmütz/Olomouc: 12.879 Deutsche, 6123 Tschechen, 704 anderer Nationalität. 952 Militärangehörige, davon 267 Deutsche, 199 Tschechen und 486 Soldaten anderer Nationalität.[2]
- Paulowitz/Pavlovičky: 267 Deutsche, 166 Tschechen[2]
- Powel/Povel: 586 Deutsche, 49 Tschechen[2]
- Schnobolin/Slavonín: 801 Deutsche, 58 Tschechen.[2]

Um 1850 war die Sprachinsel noch größer und umfasste auch Groß Wisternitz/Velká Bystřice.
Weiterhin gab es größere deutsche Minderheiten in den überwiegend tschechischen Dörfern Chwalkowitz/Chválkovice, Hatschein/Hejčín und Hodolein/Hodolany im Norden und Osten der Stadt.

## Untergang
Nach dem Ersten Weltkrieg und der Gründung der Tschechoslowakei ging die Zahl der Deutschen durch Abwanderung und Assimilation stark zurück. Mit dem Münchner Abkommen 1938 wurde die Tschechoslowakei zur Abtretung ihrer deutschsprachigen Gebiete gezwungen. Da die neue Grenze im Wesentlichen mit der Sprachgrenze übereinstimmte, gehörte die Olmützer Sprachinsel zur Resttschechei und anschließend zum Protektorat Böhmen und Mähren.
Nach dem Zweiten Weltkrieg, der u. a. die Vertreibung der Deutschen aus der Tschechoslowakei zur Folge hatte, ist die Olmützer Sprachinsel untergegangen. Nur sehr wenige Deutsche erhielten das Recht, in der Region zu bleiben. Die vertriebenen Deutschen aus Olmütz und Umgebung haben in Nördlingen in Bayern einen Heimatverband gegründet.